# توليد التوأمين
توليد التوأمين هو عند البلغاء أن يستخدم لفظة يمكن الظن بأنها مركبة من كلمتين.

## أمثلة

### فارسية
بلبل و صلصل چو بگلشن رسید

زمزمه هريک بذکر ان كشید